# مستيكونز
مِستيكُونز أو مِسْتِكُونز (بالإنجليزية: Mysticons) هو مسلسل رسوم متحركة تلفزيوني كندي أمريكي تم بثه من 28 أغسطس 2017 إلى 15 سبتمبر 2018. وهو من فئة الإثارة، والفانتازيا، والسحر موجه للأولاد والعائلة. والعرض عبارة عن تعاون بين الشركات نيلفانا ليميتد وبليميتز تويز وشركة توبس. تم صنع العرض من قبل شون جارا، وهو أيضًا محرر ومنتج القصة التنفيذي. كانت المسلسل موجهة، في الأصل، للأولاد ولكنها حولت تركيزها إلى الفتيات اللواتي تتراوح أعمارهن بين 6 و11 عامًا أثناء عملية تحديث وتطوير المسلسل. أوضح أندرو كير من نيلفانا في عام 2016 أن مطوري المسلسل اتفقوا على أنه «في هذه اللحظة من الزمن، سيتم تقديم المشروع بشكل أفضل إذا كان لدينا أبطال من الإناث».

## ملخص
تعيش أربع فتيات حياة مختلفة في مدينة دريك السحرية. عندما يهاجم الدريدبان أوندد القصر لسرقة قرص التنين العظيم، وهنا، يجب أن تتبع الفتيات مصيرهن وأن يصبحن مِستيكونز، فريق من البطلات الأسطوريات المدعوَّات لحماية المملكة من الشر.

## روابط خارجية
- مستيكونز على موقع IMDb (الإنجليزية)
- مستيكونز على موقع روتن توميتوز (الإنجليزية)
- مستيكونز على موقع كينوبويسك (الروسية)
- مستيكونز على موقع ألو سيني (الفرنسية)
- مستيكونز على موقع قاعدة بيانات الفيلم (الإنجليزية)
- Official website نسخة محفوظة 11 أغسطس 2018 على موقع واي باك مشين.
- Nickelodeon website
- مستيكونز  في قاعدة بيانات الأفلام على الإنترنت (بالإنجليزية)